# Bjørnar Neteland
Bjørnar Neteland (20 maggio 1991) è un ex sciatore alpino norvegese.

## Biografia
Attivo in gare FIS dal novembre del 2006, Bjørnar Neteland ha debuttato in Coppa Europa a Trysil in slalom gigante il 27 novembre 2010, senza concludere la seconda manche, e in Coppa del Mondo il 28 febbraio 2014 a Kvitfjell in discesa libera, non riuscendo a qualificarsi.
In Coppa Europa ha ottenuto il primo podio il 29 gennaio 2014 nella supercombinata di Crans Montana (3º) e la prima vittoria il 4 febbraio 2015 nella combinata di Sella Nevea; nella successiva stagione 2015-2016 si è aggiudicato il trofeo continentale. Il 26 febbraio 2017 ha ottenuto a Kvitfjell in supergigante il suo miglior piazzamento in Coppa del Mondo (16º) e ai successivi Mondiali di Sankt Moritz 2017, sua unica presenza iridata, si è classificato 25º nel supergigante, 26º nello slalom gigante e 16º nella combinata.
Il 7 marzo 2019 ha conquistato a Hinterstoder in slalom gigante l'ultima vittoria, nonché ultimo podio, in Coppa Europa e due giorni dopo ha preso per l'ultima volta il via in Coppa del Mondo, a Kranjska Gora nella medesima specialità senza compeltare la gara. Si è ritirato dalle competizioni al termine di quella stessa stagione 2018-2019, anche se in seguito ha ancora preso parte ad alcune gare FIS (l'ultima 2 febbraio 2020 a Raudalen).

## Palmarès

### Coppa del Mondo
- Miglior piazzamento in classifica generale: 92º nel 2017

### Coppa Europa
- Vincitore della Coppa Europa nel 2016
- Vincitore della classifica di combinata nel 2015
- 9 podi:
  - 5 vittorie
  - 1 secondo posto
  - 3 terzi posti

#### Coppa Europa - vittorie
| Data             | Località     | Paese   | Specialità |
| ---------------- | ------------ | ------- | ---------- |
| 4 febbraio 2015  | Sella Nevea  | Italia  | KB         |
| 11 dicembre 2015 | Sölden       | Austria | KB         |
| 15 gennaio 2016  | Reiteralm    | Austria | SG         |
| 20 dicembre 2016 | Reiteralm    | Austria | SG         |
| 7 marzo 2019     | Hinterstoder | Austria | GS         |

Legenda:

SG = supergigante

GS = slalom gigante

KB = combinata

### South American Cup
- Miglior piazzamento in classifica generale: 24º nel 2018
- 1 podio:
  - 1 terzo posto

### Campionati norvegesi
- 7 medaglie[2]:
  - 1 oro (slalom gigante nel 2015)
  - 2 argenti (supercombinata nel 2013; slalom gigante nel 2016)
  - 4 bronzi (discesa libera nel 2013; discesa libera nel 2015; slalom speciale nel 2017; supergigante nel 2018)

### Campionati norvegesi juniores
- 1 oro (slalom gigante nel 2011)[senza fonte]